# Buphagus
Buphaguslà chi chim duy nhất trong họ Buphagidae, bộ Passeriformes.

## Hình ảnh

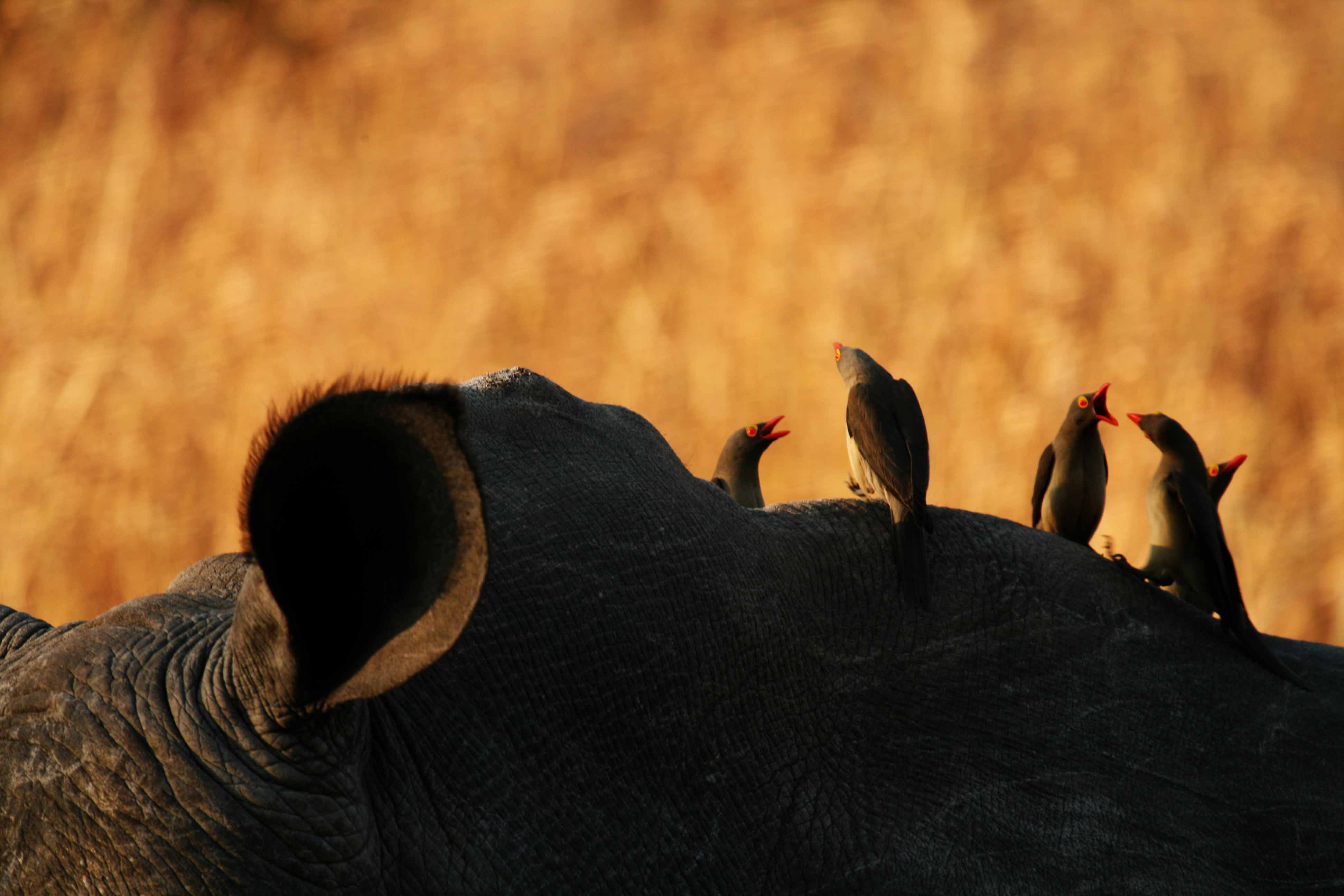
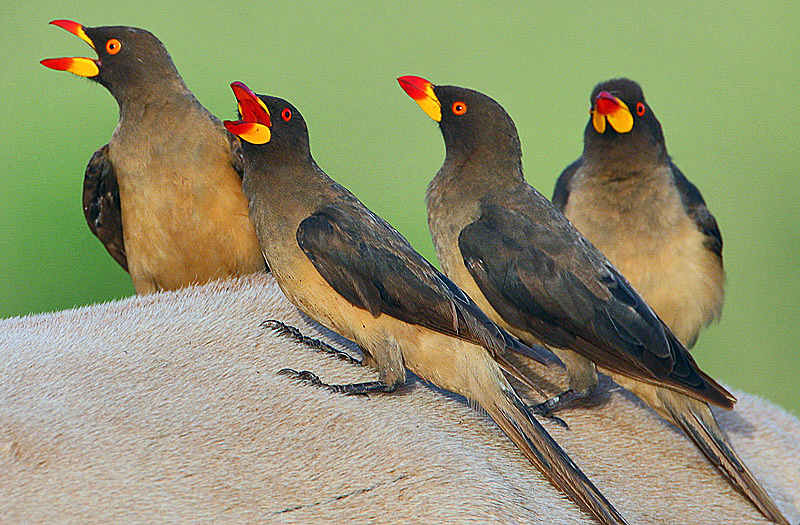
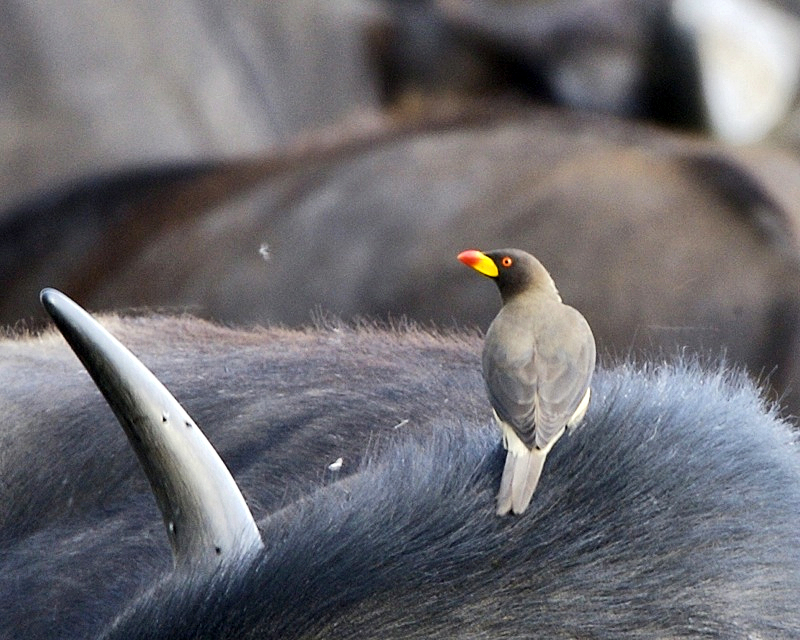
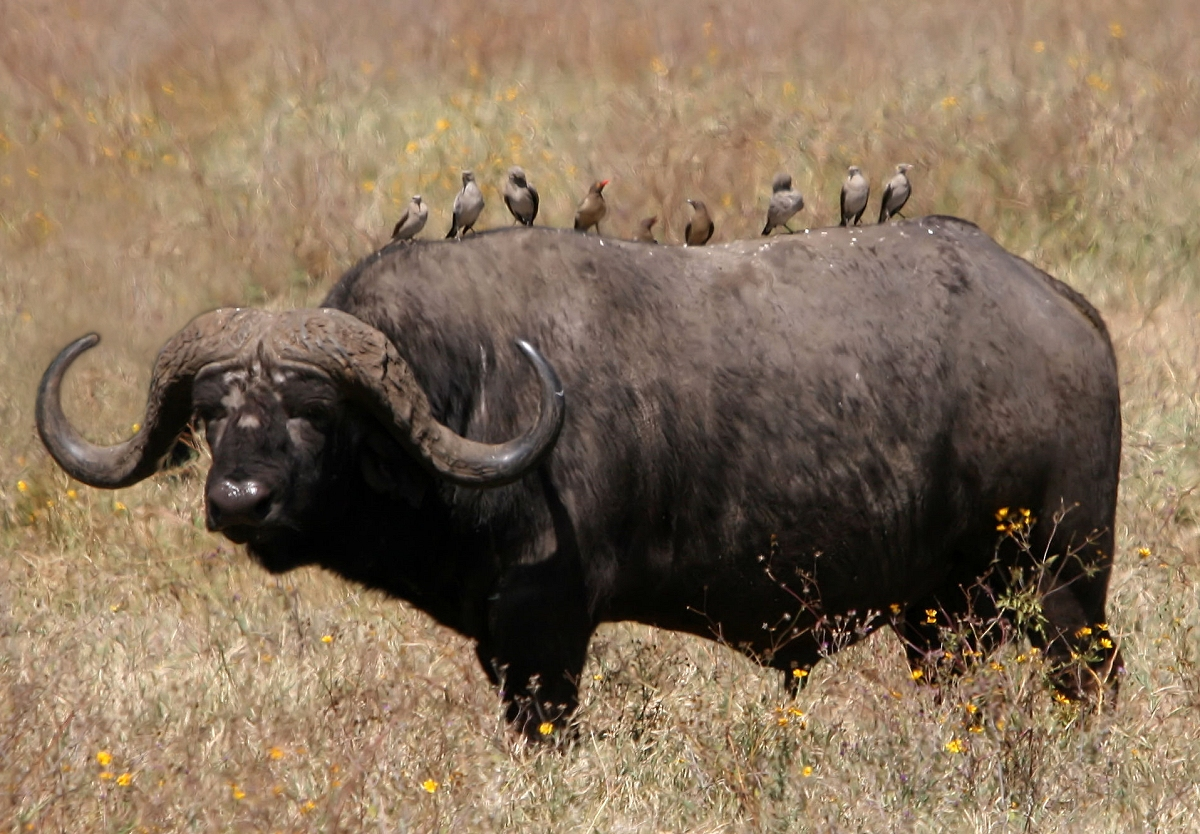
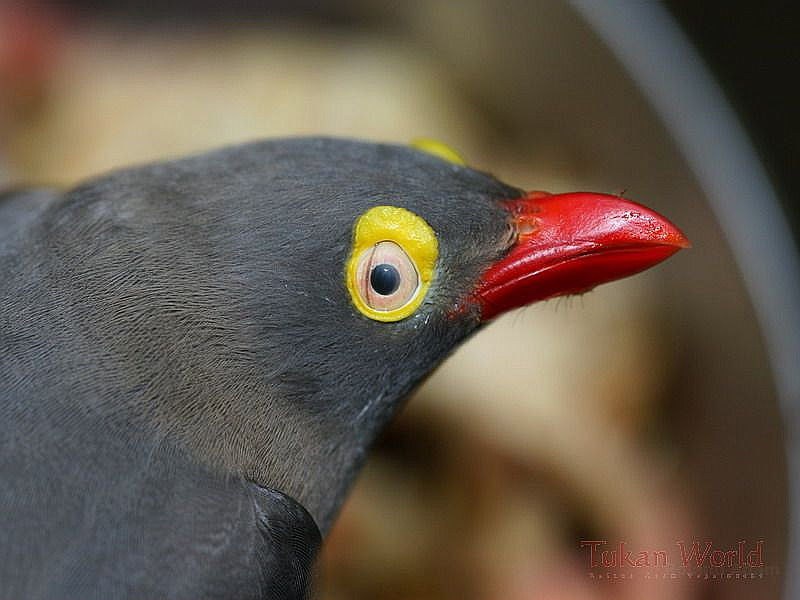
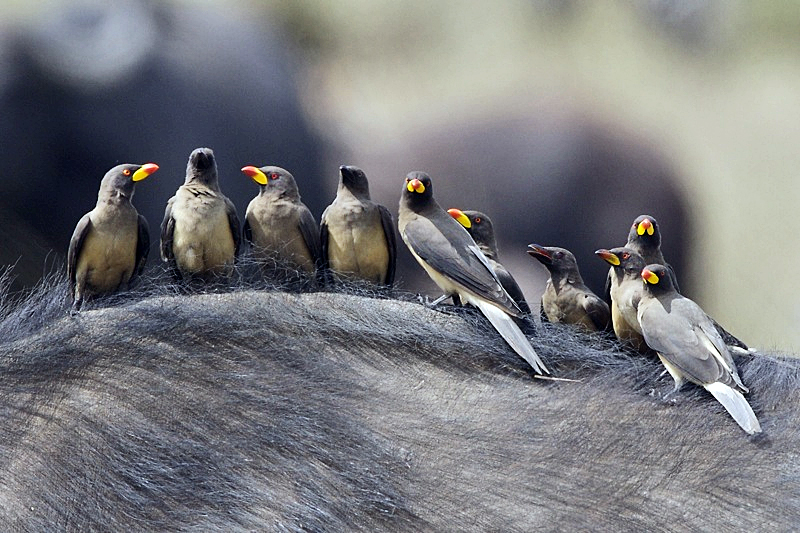

## Các loài
Chi này gồm 2 loài:
- Buphagus africanus
- Buphagus erythrorhynchus